# Trisetum preslii
Trisetum preslii är en gräsart som först beskrevs av Carl Sigismund Kunth, och fick sitt nu gällande namn av Étienne-Émile Desvaux. Trisetum preslii ingår i släktet glanshavren, och familjen gräs. Inga underarter finns listade i Catalogue of Life.